# Джурджанці
45°17′ пн. ш. 18°30′ сх. д. / 45.29° пн. ш. 18.50° сх. д.
Джурджанці (хорв. Đurđanci) — населений пункт у Хорватії, в Осієцько-Баранській жупанії у складі міста Джаково.

## Населення
Населення за даними перепису 2011 року становило 425 осіб.
Динаміка чисельності населення поселення:

## Клімат
Середня річна температура становить 11,09 °C, середня максимальна – 25,51 °C, а середня мінімальна – -6,10 °C. Середня річна кількість опадів – 699 мм.
| Клімат поселення                              | Клімат поселення | Клімат поселення | Клімат поселення | Клімат поселення | Клімат поселення | Клімат поселення | Клімат поселення | Клімат поселення | Клімат поселення | Клімат поселення | Клімат поселення | Клімат поселення | Клімат поселення |
| Показник                                      | Січ.             | Лют.             | Бер.             | Квіт.            | Трав.            | Черв.            | Лип.             | Серп.            | Вер.             | Жовт.            | Лист.            | Груд.            |                  |
| Середній максимум, °C                         | 5,84             | 8,11             | 12,74            | 17,35            | 22,42            | 25,51            | 25,42            | 24,91            | 20,84            | 15,46            | 9,54             | 5,56             |                  |
| Середня температура, °C                       | −0,12            | 2,11             | 6,76             | 11,38            | 16,45            | 19,51            | 21,30            | 20,80            | 16,73            | 11,33            | 5,40             | 1,40             |                  |
| Середній мінімум, °C                          | −6,1             | −3,85            | 0,78             | 5,39             | 10,49            | 13,56            | 17,16            | 16,69            | 12,61            | 7,21             | 1,30             | −2,7             |                  |
| Норма опадів, мм                              | 45               | 42               | 43               | 53               | 64               | 90               | 67               | 62               | 51               | 60               | 67               | 55               |                  |
| Середньомісячна швидкість вітру, м/с          | 2.10             | 2.32             | 2.63             | 2.51             | 2.29             | 2.10             | 2.10             | 1.90             | 1.85             | 1.96             | 2.08             | 2.11             |                  |
| Середньомісячна сонячна радіація, кДж/м²·день | 4305             | 6976             | 10960            | 15497            | 19334            | 21306            | 22342            | 20530            | 15115            | 9462             | 4877             | 3597             |                  |
| --------------------------------------------- | ---------------- | ---------------- | ---------------- | ---------------- | ---------------- | ---------------- | ---------------- | ---------------- | ---------------- | ---------------- | ---------------- | ---------------- | ---------------- |
| Джерело:                                      |                  |                  |                  |                  |                  |                  |                  |                  |                  |                  |                  |                  |                  |